# Philibert Nang
Philibert Nang (nascido em 1967) é um matemático Gabonês conhecido por seu trabalho em álgebra.
Nang recebeu o Prêmio Ramanujan de 2011 do International Centre for Theoretical Physics (ICTP) por suas pesquisas em matemática, e porque ele as conduziu no Gabão, o ICTP declarou: "É esperado que seu exemplo inspirará outros jovens matemáticos africanos trabalhando nos mais altos níveis enquanto na África."
Ele obteve seu Ph.D. da Universidade Pierre and Marie Curie em 1996 sob a supervisão de Louis Boutet de Monvel.
Nang atualmente serve como presidente da Sociedade Gabonesa de Matemática.